# Santiago Morero
Santiago Eduardo Morero (ur. 18 kwietnia 1982 w Venado Tuerto) – argentyński piłkarz występujący na pozycji obrońcy. Zawodnik klubu Nocerina.

## Kariera piłkarska
Santiago Morero jest wychowankiem Douglas Haig. W 2005 roku przeszedł do Tigre. We wrześniu 2008 trafił do włoskiego Chievo Werona, gdzie zadebiutował w Serie A. Pierwszą bramkę na tym poziomie strzelił 22 lutego 2009, w przegranym 1:2 meczu z Fiorentiną.
W lecie 2009 Morero podpisał nowy, 4-letni kontrakt z Chievo.